# Стюартберн
Стюартберн (англ. Stuartburn) — сільський муніципалітет в Канаді, у провінції Манітоба.

## Населення
За даними перепису 2016 року, сільський муніципалітет нараховував 1648 осіб, показавши зростання на 7,4%, порівняно з 2011-м роком. Середня густина населення становила 1,4 осіб/км².
З офіційних мов обидвома одночасно володіли 75 жителів, тільки англійською — 1 515, а 10 — жодною з них. Усього 470 осіб вважали рідною мовою не одну з офіційних, з них 160 — українську.
Працездатне населення становило 60,9% усього населення, рівень безробіття — 5,2% (5,7% серед чоловіків та 4,5% серед жінок). 70,1% осіб були найманими працівниками, а 27,9% — самозайнятими.
Середній дохід на особу становив $30 868 (медіана $25 152), при цьому для чоловіків — $36 790, а для жінок $25 202 (медіани — $32 981 та $20 326 відповідно).
30,4% мешканців мали закінчену шкільну освіту, не мали закінченої шкільної освіти — 38,3%, 31,2% мали післяшкільну освіту, з яких 30,4% мали диплом бакалавра, або вищий.
| Статево-вікова структура населення | Статево-вікова структура населення | Статево-вікова структура населення | Статево-вікова структура населення | Статево-вікова структура населення |
| ---------------------------------- | ---------------------------------- | ---------------------------------- | ---------------------------------- | ---------------------------------- |
|                                    |                                    |                                    |                                    |                                    |
| Всього                             | Всього                             | 50,2%49,8%                         |                                    |                                    |
| 0 — 14 років                       | 0 — 14 років                       |                                    | 20,6%                              | 20,6%                              |
| 15 — 64 років                      | 15 — 64 років                      |                                    | 59,1%                              | 59,1%                              |
| 65 і більше                        | 65 і більше                        |                                    | 20,3%                              | 20,3%                              |
| 85 і більше                        | 85 і більше                        |                                    | 3,9%                               | 3,9%                               |
| Середній вік (років)               | Середній вік (років)               | 42,141,9                           | 42,0                               | 42,0                               |
| Медіана (років)                    | Медіана (років)                    | 45,343,3                           | 44,5                               | 44,5                               |
| — чоловіки — жінки                 |                                    |                                    |                                    |                                    |

| Походження мешканців:     | Походження мешканців:     | Походження мешканців: | Походження мешканців: | Походження мешканців: |
| ------------------------- | ------------------------- | --------------------- | --------------------- | --------------------- |
| Походження                |                           |                       | осіб                  | %                     |
| Корінні американці        | Корінні американці        |                       | 135                   | 8.44%                 |
| Інше північноамериканське | Інше північноамериканське |                       | 350                   | 21.88%                |
| Європейське               | Європейське               |                       | 1 315                 | 82.19%                |
| британське                | британське                |                       | 260                   | 16.25%                |
| французьке                | французьке                |                       | 155                   | 9.69%                 |
| українське                | українське                |                       | 490                   | 30.63%                |
| Латинськоамериканське     | Латинськоамериканське     |                       | 80                    | 5%                    |
| Карибське                 | Карибське                 |                       | 20                    | 1.25%                 |
| Азійське                  | Азійське                  |                       | 75                    | 4.69%                 |
| Океанійське               | Океанійське               |                       | 15                    | 0.94%                 |

| Зайнятість населення за галузями (за класифікацією NOC): | Зайнятість населення за галузями (за класифікацією NOC): | Зайнятість населення за галузями (за класифікацією NOC): | Зайнятість населення за галузями (за класифікацією NOC): | Зайнятість населення за галузями (за класифікацією NOC): |
| -------------------------------------------------------- | -------------------------------------------------------- | -------------------------------------------------------- | -------------------------------------------------------- | -------------------------------------------------------- |
|                                                          |                                                          |                                                          |                                                          |                                                          |
| Управління                                               | Управління                                               |                                                          | 16,6%                                                    | 16,6%                                                    |
| Бізнес, фінанси та адміністрування                       | Бізнес, фінанси та адміністрування                       |                                                          | 8,6%                                                     | 8,6%                                                     |
| Природничі та прикладні науки                            | Природничі та прикладні науки                            |                                                          | 1,3%                                                     | 1,3%                                                     |
| Охорона здоров'я                                         | Охорона здоров'я                                         |                                                          | 7,9%                                                     | 7,9%                                                     |
| Освіта, правозахист, муніципальні та урядові служби      | Освіта, правозахист, муніципальні та урядові служби      |                                                          | 6,6%                                                     | 6,6%                                                     |
| Мистецтво, культура, відпочинок та спорт                 | Мистецтво, культура, відпочинок та спорт                 |                                                          | 1,3%                                                     | 1,3%                                                     |
| Роздрібна торгівля та послуги                            | Роздрібна торгівля та послуги                            |                                                          | 13,9%                                                    | 13,9%                                                    |
| Гуртова торгівля, транспорт та обладнання                | Гуртова торгівля, транспорт та обладнання                |                                                          | 25,2%                                                    | 25,2%                                                    |
| Природні ресурси, сільське господарство                  | Природні ресурси, сільське господарство                  |                                                          | 13,2%                                                    | 13,2%                                                    |
| Виробництво                                              | Виробництво                                              |                                                          | 5,3%                                                     | 5,3%                                                     |

## Клімат
Середня річна температура становить 2,6°C, середня максимальна – 23,8°C, а середня мінімальна – -24,1°C. Середня річна кількість опадів – 571 мм.
| Клімат поселення                              | Клімат поселення | Клімат поселення | Клімат поселення | Клімат поселення | Клімат поселення | Клімат поселення | Клімат поселення | Клімат поселення | Клімат поселення | Клімат поселення | Клімат поселення | Клімат поселення | Клімат поселення |
| Показник                                      | Січ.             | Лют.             | Бер.             | Квіт.            | Трав.            | Черв.            | Лип.             | Серп.            | Вер.             | Жовт.            | Лист.            | Груд.            |                  |
| Середній максимум, °C                         | −11,52           | −7,27            | 0,15             | 9,92             | 17,89            | 23,00            | 23,80            | 22,52            | 17,30            | 10,32            | 0,00             | −9,33            |                  |
| Середня температура, °C                       | −17,79           | −13,52           | −6,12            | 3,62             | 11,60            | 16,70            | 19,07            | 17,81            | 12,60            | 5,60             | −4,72            | −14,09           |                  |
| Середній мінімум, °C                          | −24,06           | −19,81           | −12,4            | −2,64            | 5,33             | 10,45            | 14,34            | 13,07            | 7,85             | 0,90             | −9,5             | −18,8            |                  |
| Норма опадів, мм                              | 22               | 17               | 23               | 31               | 63               | 103              | 86               | 68               | 62               | 43               | 30               | 23               |                  |
| Середньомісячна швидкість вітру, м/с          | 4.05             | 4.00             | 4.20             | 4.34             | 4.41             | 3.90             | 3.40             | 3.60             | 4.00             | 4.31             | 4.30             | 4.10             |                  |
| Середньомісячна сонячна радіація, кДж/м²·день | 4322             | 7540             | 12348            | 16934            | 19781            | 20828            | 21481            | 18342            | 12797            | 7609             | 4245             | 3144             |                  |
| --------------------------------------------- | ---------------- | ---------------- | ---------------- | ---------------- | ---------------- | ---------------- | ---------------- | ---------------- | ---------------- | ---------------- | ---------------- | ---------------- | ---------------- |
| Джерело:                                      |                  |                  |                  |                  |                  |                  |                  |                  |                  |                  |                  |                  |                  |